# Аой/PB-32
Аой (Aoi, яп. 葵), пізніше Сторожовий корабель № 32 (第三十二号哨戒艇) — ескадрений міноносець Імперського флоту Японії, перетворений на завершальній стадії служби у сторожовий корабель.
Корабель, який спорудили у 1920 році на верфі компанії Kawasaki в Кобе, належав до есмінців типу «Момі».
У 1940 році застарілий есмінець переобладнали на сторожовий корабель типу 31 та 1 квітня 1941-го дістав найменування Сторожовий корабель № 32 (PB-32). У межах цього проєкту демонтували один з котлів, торпедні апарати та кормову гармату, натомість додали установку 25-мм зенітних автоматів і запас глибинних бомб. Для збереження остійності корабель отримав додатковий баласт, що істотно збільшило водотоннажність. Наслідком усіх цих модифікацій стало зменшення швидкості до 18 вузлів. Можливо також відзначити, що з усіх есмінців типу «Момі» на момент вступу Японії у Другу світову війну лише 3 із 21 зберігали первісний статус, тоді як решту списали або перекласифікували.
У 1941-му корабель пройшов ще одне переобладнання, під час якого замість форштевня облаштували рампу, що дало змогу брати на борт десантну баржу Дайхацу (замість 42 глибинних бомб), та підготували простір для розміщення роти бійців. При цьому додали другий 25-мм зенітний автомат.
На момент вступу Японії у війну корабель належав до 1-ї ескадри сторожових кораблів зі складу 32-ї спеціальної військово-морської бази (Special Base Force 32). Хоча більшість кораблів цього підрозділу діяли в Південно-Східній Азії, PB-32 та однотипний PB-33 залучили до дій у Мікронезії. На початку грудня 1941-го вони прибули на атол Кваджелейн (головна японська база на Маршаллових островах), де збирались сили для заволодіння островом Вейк.

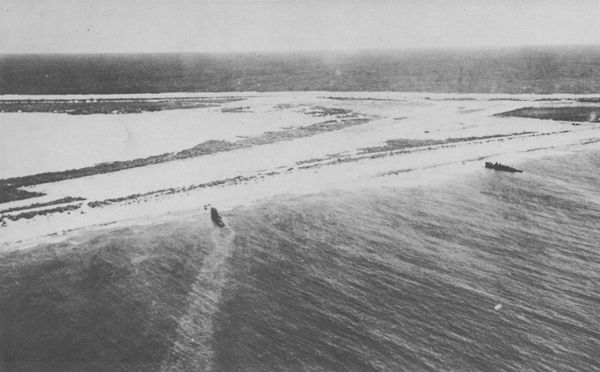
Сторожові кораблі № 32 та № 33 на березі острова Вейк

8—13 грудня 1941-го PB-32 виходив до Вейку у складі загону, який неочікувано зазнав поразки у протистоянні з нечисленною береговою артилерією та кількома літаками, що базувались на Вейку (при цьому були потоплені два японські есмінці).
21 грудня 1941-го PB-32 знову рушив з Кваджелейну в межах другої операції проти Вейку. Цього разу до неї залучили 2 авіаносці та 6 важких крейсерів (при першій спробі найбільшими японськими кораблями були 3 легкі крейсери), що не залишало жодних шансів гарнізону острова. Втім, останній все-таки вчинив спротив. Невдовзі після опівночі 23 грудня PB-32 підійшов упритул до берега та навмисне сів на мілину, щоб полегшити висадку бійців морської піхоти. При цьому 76-мм батарея відкрила вогонь та завдала пошкоджень PB-32, екіпаж якого приєднався до десантного загону. Тієї ж доби гарнізон Вейку капітулював. Що стосується PB-32, японці так і не зробили спроб зняти його з мілини й відремонтувати.